# Koherencyjna tomografia optyczna

Tomogram skóry palca ukazujący warstwy naskórka

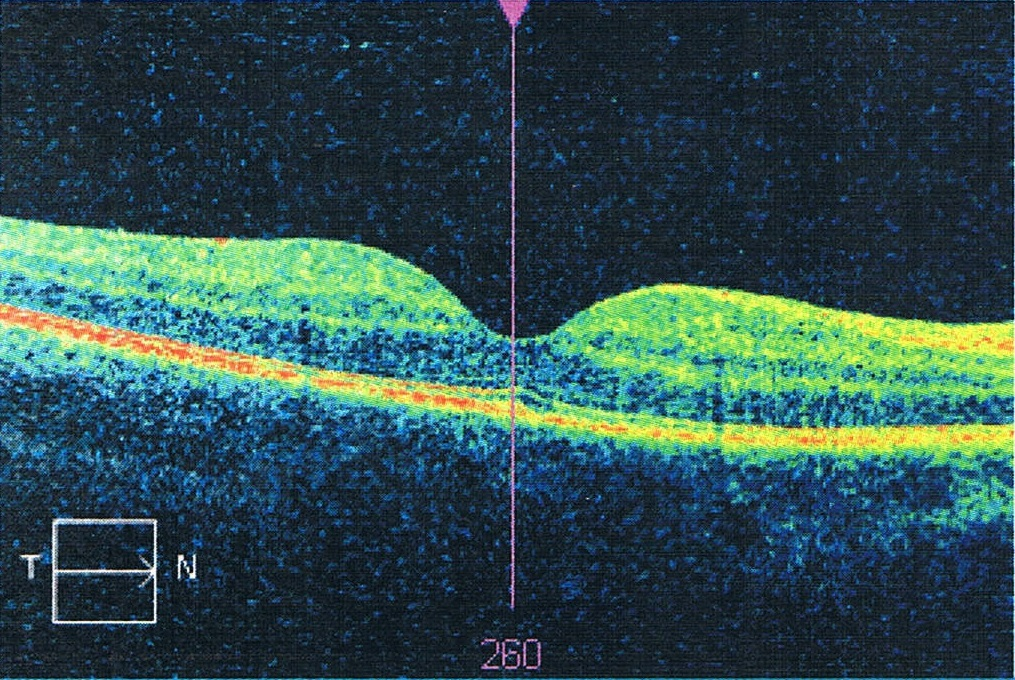
Przekrój przez centralną część siatkówki zdrowego oka. W centrum widać plamkę żółtą

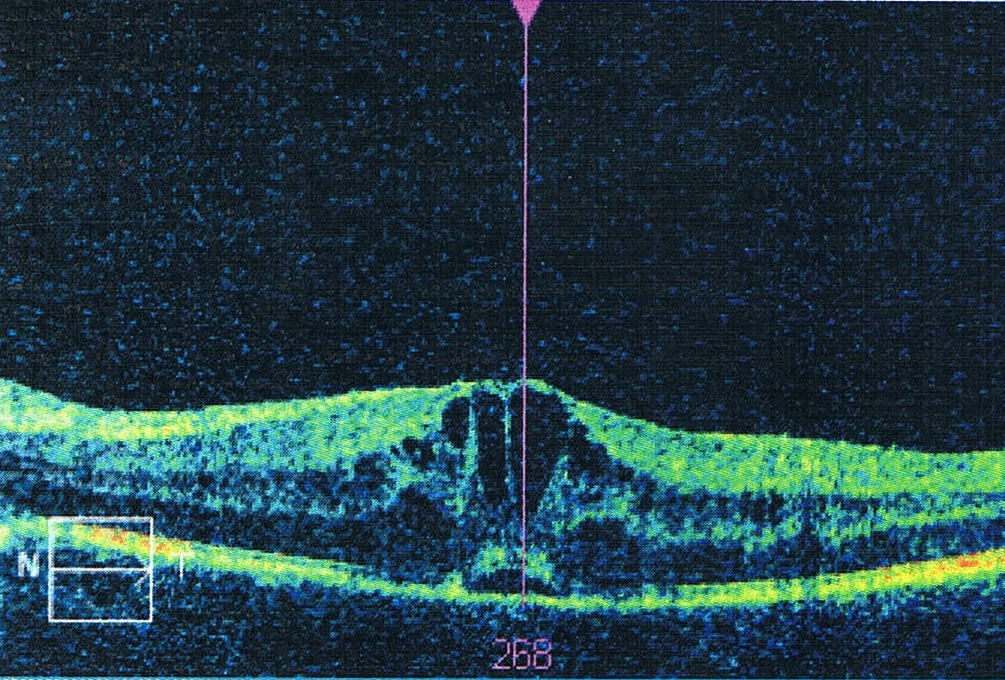
Przekrój przez centralną część siatkówki – obraz charakterystyczny dla torbielowatego obrzęku plamki żółtej. W środku widać plamkę żółtą, patologicznie zasłoniętą przez torbiele

Koherencyjna tomografia optyczna, optyczna tomografia koherencyjna, OCT (od ang. optical coherence tomography) – tomografia optyczna z użyciem światła częściowo spójnego (koherentnego), będąca techniką interferometryczną z zastosowaniem głównie światła o długości fali bliskiej falom podczerwonym. Jest to metoda odbioru i przetwarzania sygnału optycznego polegająca na przechwytywaniu, z rozdzielczością rzędu mikrometrów, trójwymiarowych obrazów uzyskiwanych z ośrodków rozpraszających optycznie (np. tkanek biologicznych).
W zależności od właściwości źródła światła (użyte mogą być diody superluminescencyjne, ultrakrótkie lasery pulsacyjne i lasery superciągłe), OCT może osiągnąć submikrometryczną rozdzielczość przy szerokopasmowych źródłach emitujących fale o długości ponad 100 nm.
Koherencyjna tomografia optyczna jest jedną z wielu technik tomografii optycznej. Komercyjnie dostępne urządzenia mają różnorodne zastosowania, między innymi w procesie restauracji architektury czy diagnostyce medycznej, szczególnie w okulistyce do nieinwazyjnego badania oczu i uzyskiwania szczegółowych obrazów wnętrza siatkówki. Ostatnio koherencyjna tomografia optyczna zaczęła również być stosowana w kardiologii interwencyjnej jako sposób diagnozy choroby niedokrwiennej serca. Wdrożenie koherentnych tomografów optycznych w domenie częstotliwości umożliwiło uzyskanie wyższego stosunku sygnału do szumu, pozwalając na szybszy odbiór sygnału.

## Wstęp
Wielu naukowców podejmowało próby badania struktur oka in vivo metodą interferometrii. Pierwsze dwuwymiarowe odwzorowanie dna ludzkiego oka, uzyskane metodą interferometrii światła białego, zostało zaprezentowane na konferencji ICO-15 SAT w 1990. Dzięki pracy Naohiro Tanno, późniejszego profesora na Yamagata University, metoda OCT dająca mikrometryczną rozdzielczość oraz obraz przekroju poprzecznego tkanki stała się wiodącą wśród innych biomedycznych technik obrazowania tkanek. Szczególnie nadaje się do zastosowań okulistycznych oraz obrazowania innych tkanek, gdzie wymagana jest wysoka rozdzielczość i milimetrowa głębokość obrazowania.
Pierwsze obrazy OCT in vivo – pokazujące struktury siatkówki – zostały opublikowane w 1993. OCT używane było też w różnych projektach konserwacji i restauracji dzieł sztuki m.in. do badania i analizy kolejnych warstw obrazów. OCT ma wiele zalet nad innymi technikami medycznego obrazowania.
Ultrasonografia, badanie rezonansem magnetycznym, mikroskopia konfokalna i OCT są różnie przystosowane do morfologicznego obrazowania tkanek: pierwsze dwie techniki mogą odwzorowywać całe ciało, ale w niskiej rozdzielczości obrazu (zwykle ułamek milimetra), trzecia daje obrazy o rozdzielczości dużo mniejszej niż 1 mikrometr, do 100 mikrometrów w głąb, czwarta bada już do głębokości 500 mikrometrów, lecz w niższej rozdzielczości (od 10 do 20 mikrometrów).
OCT opiera się na interferometrii niskokoherentnej. W konwencjonalnej interferometrii o długiej koherencji (laserowej) interferencja światła występuje na dystansie metrów. W OCT interferencja ta jest skrócona do odległości rzędu mikrometrów dzięki użyciu szerokopasmowych źródeł światła (źródeł, które mogą emitować światło w szerokim zakresie częstotliwości). Światło o szerokich pasmach może być generowane przez użycie diod superluminescencyjnych lub laserów o bardzo krótkich impulsach. Białe światło także może być źródłem szerokopasmowym o niższej mocy.
Światło w układach OCT jest rozłamywane na dwie wiązki: wiązkę próbki (zawierającą część pochodzącą od przedmiotu badanego) oraz wiązkę referencyjną (zwykle od lustra). Połączenie światła odbitego od próbki oraz światła odniesienia od części referencyjnej tworzy obraz interferencji, ale tylko jeśli światło z obu wiązek przebyło tę samą drogę optyczną (to znaczy, że ich różnica była mniejsza niż długość koherencji). Poprzez skanowanie lustra w wiązce referencyjnej można otrzymać charakterystykę odbijania światła przez próbkę. Części próbki odbijające dużo światła będą interferować bardziej niż te odbijające go mniej. Światło znajdujące się poza długością koherencji nie będzie interferować. Ta charakterystyka odbijania, tak zwany skan A, zawiera informacje o przestrzennych wymiarach i położeniu struktur obiektu badanego. Tomogram przekrojowy (skan B) można uzyskać przez połączenie szeregu skanów A.

## Proste wyjaśnienie
Koherencyjna tomografia optyczna jest metodą diagnostyczną pozwalającą na otrzymywanie podpowierzchniowych obrazów materiałów pół- i nieprzezroczystych (nieprzepuszczających światła) w bardzo dobrej rozdzielczości, zbliżonej nawet do rozdzielczości mikroskopu o niskiej mocy optycznej. Jest ona używana do uzyskiwania obrazów biologicznych tkanek i ich przekrojów.
OCT wzbudza duże zainteresowanie w środowisku medycznym, ponieważ pozwala na badania morfologii tkanek z dużo wyższą rozdzielczością (wyższą od 10 μm) niż przy innych sposobach obrazowania, jak rezonans magnetyczny czy metoda ultradźwiękowa.
Głównymi zaletami OCT są:
- żywe podpowierzchniowe obrazy w mikroskopowej rozdzielczości
- szybkie, dokładne obrazowanie budowy tkanek
- brak konieczności wcześniejszego przygotowania próbek
- brak niebezpiecznego promieniowania.

OCT pozwala na uzyskanie wysokiej rozdzielczości obrazu, gdyż opiera się na działaniu fal świetlnych, a nie radiowych czy dźwiękowych o dużo mniejszych częstotliwościach. Wiązka optyczna kierowana jest na tkankę, a mała jej część, która odbija się od elementów pod powierzchnią, jest na powrót rejestrowana. Niemniej większość światła nie odbija się, lecz jest rozpraszana pod dużymi kątami. W konwencjonalnych metodach obrazowania to szeroko rozpraszane światło zaciemnia obraz, jednak OCT wykorzystuje interferometrię, aby zarejestrować długość drogi przebytej przez fotony i odrzucić większość tych, które uległy już rozproszeniu kilka razy przed dotarciem do odbiornika. Dzięki temu OCT pozwala utworzyć szczegółowe trójwymiarowe obrazy nawet grubych próbek poprzez odrzucenie sygnału tła, który zaburzałby odbiór światła odbitego bezpośrednio od powierzchni próbki.
Pośród nieinwazyjnych metod trójwymiarowego obrazowania OCT wykazuje podobieństwo do obrazowania ultradźwiękowego, które także korzysta ze zjawiska echa. Inne metody obrazowania używane w diagnostyce medycznej (np. rezonans magnetyczny) nie opierają się na echolokacji.
Technika ta ogranicza się do obrazowania jedynie 1–2 mm w głąb pod powierzchnią tkanki biologicznej, ponieważ głębiej światło ulega większemu rozproszeniu i ilość światła odbitego bez rozproszenia jest zbyt mała, by mogła zostać zarejestrowana.
Przy używaniu metody OCT nie jest wymagane wcześniejsze przygotowanie próbki, a obrazy mogą zostać otrzymane bez dotykania jej, a nawet przez warstwę przezroczystej błony czy okna. Zaletą jest też użycie fal o długości zbliżonej do fal podczerwonych – są one bezpieczne dla oka i nie powodują uszkodzenia tkanek.

## Teoria
OCT działa na zasadzie interferometrii światła białego lub niskokoherentnej. Układ optyczny zazwyczaj składa się z interferometru (zwykle Michelsona) z niskokoherentnym, szerokopasmowym źródłem światła (rys. 1). Światło jest rozdzielane na wiązkę referencyjną i wiązkę próbki, a następnie ponownie łączone.

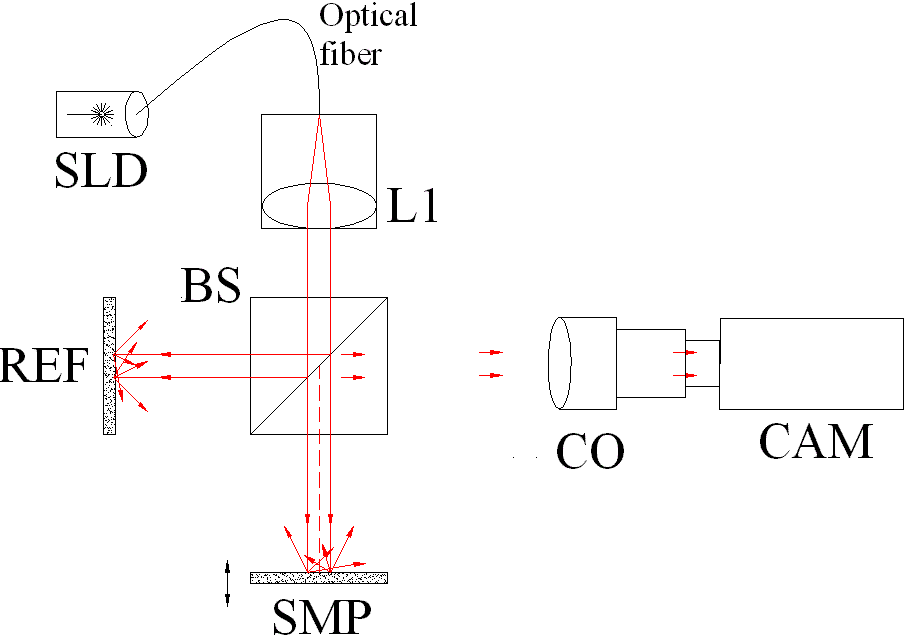
Rys. 1. Układ optyczny pełnopolowego OCT. Zawiera: diodę superluminescencyjną (SLD) soczewkę wypukłą (L1), dzielnik wiązki (BS), obiektyw (CO), kamerę CMOS-DSP (CAM), obiekt odniesienia (REF) i badany obiekt (SMP). Kamera pełni funkcję dwuwymiarowego układu detektorów, a dzięki technice OCT ułatwiającej skanowanie w głąb otrzymuje się nieinwazyjne urządzenie do tworzenia obrazów trójwymiarowych

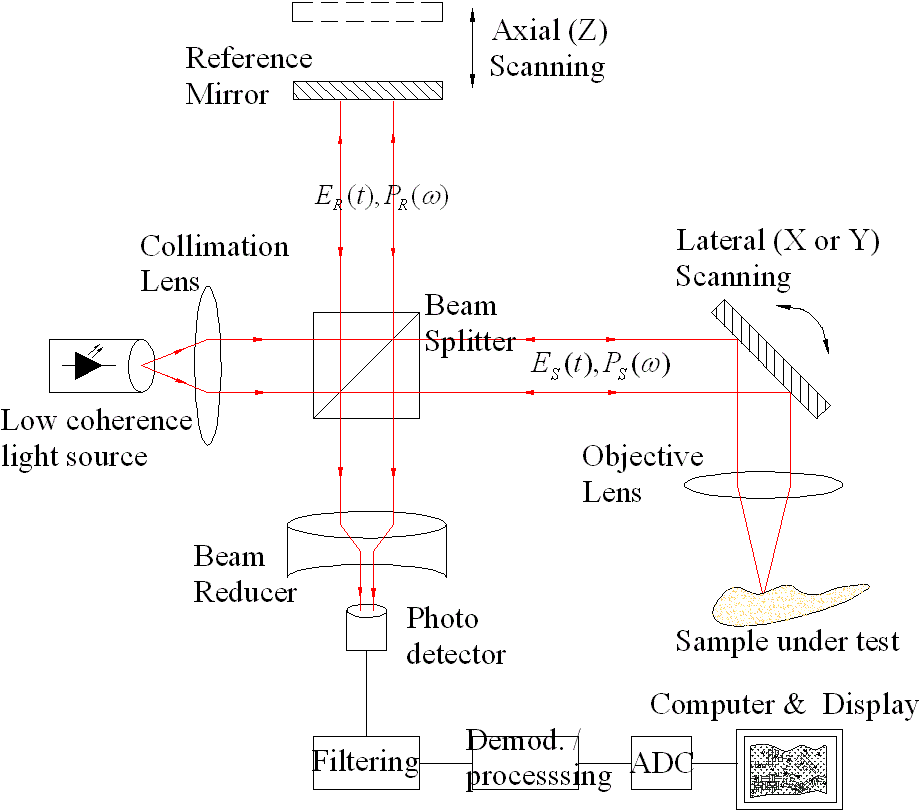
Rys. 2. Typowy układ optyczny konfokalnego OCT. Skanowanie strumienia światła na obiekcie umożliwia nieinwazyjne przekrojowe obrazowanie do 3 mm w głąb z rozdzielczością rzędu mikrometrów

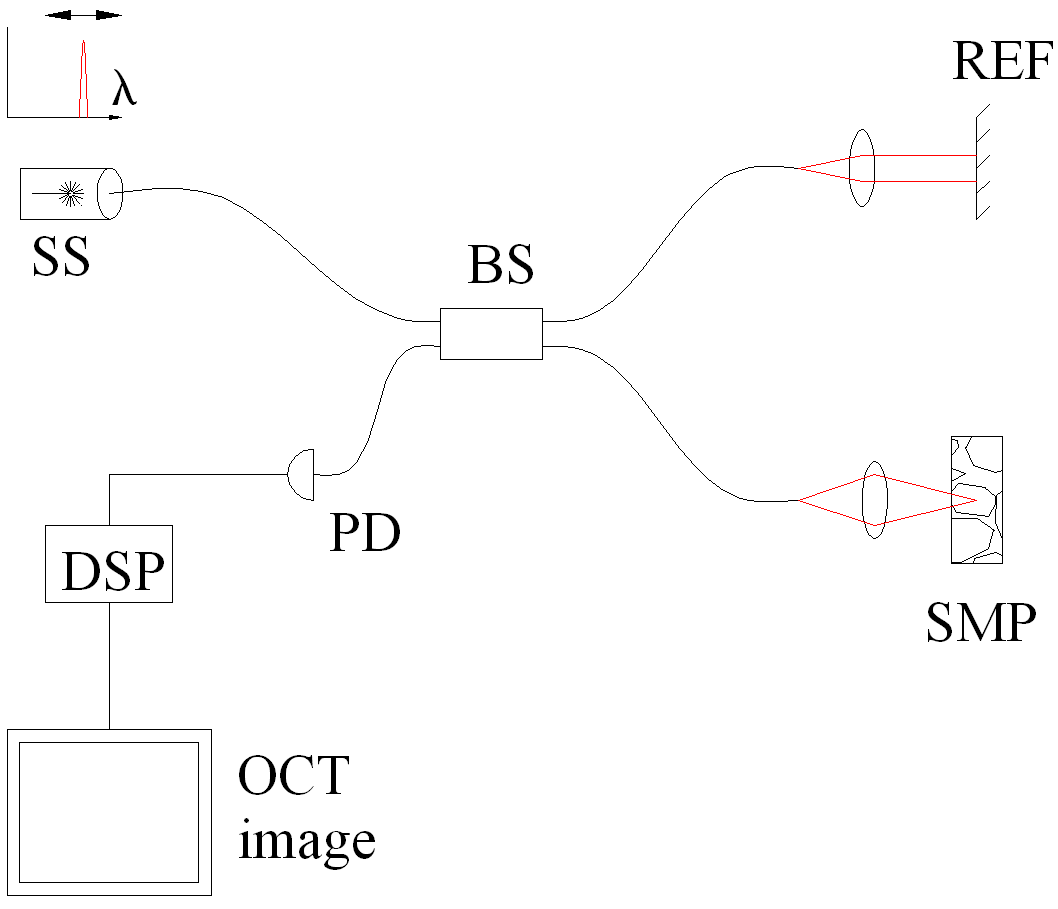
Rys. 3. Rozróżnianie widm przez OCT z użyciem lasera strojonego. Układ zawiera: laser strojony (SS), dzielnik wiązki (BS), lustro referencyjne (REF), badany obiekt (SMP), fotodetektor (PD), cyfrowy przetwornik sygnału (DSP)

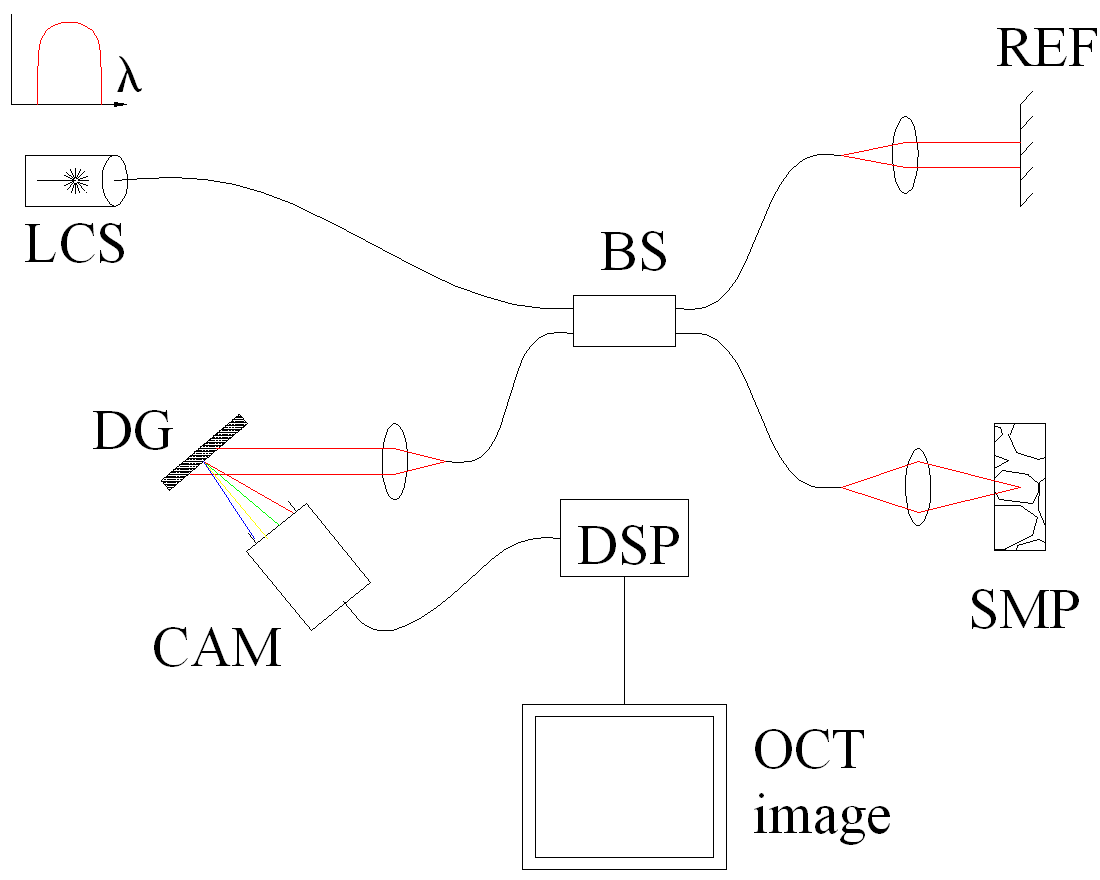
Rys. 4. Spektralne rozróżnianie widm przez OCT. Układ zawiera: niskokoherentne źródło światła (LSC), dzielnik wiązki (BS), lustro referencyjne (REF), badany obiekt (SMP), siatkę dyfrakcyjną (DG), detektor pełnopolowy (CAM) pełniący rolę spektrometru oraz cyfrowy przetwornik sygnału (DSP)

### Domena czasu OCT
W domenie czasu OCT droga przebyta przez falę w wiązce referencyjnej jest przesunięta podłużnie w czasie.
Właściwością niskokoherentnej interferometrii jest obecność interferencji (np. w postaci czarnych i białych pierścieni) jedynie pod warunkiem niskiej różnicy przebytych dróg (w obszarze długości koherencji źródła światła). Taka interferencja nazywa się autokorelacją dla symetrycznego interferometru (kiedy oba ramiona mają ten sam współczynnik odbicia) lub przekrojową korelacją w najczęstszym przypadki. Obwiednia modulacji zmienia się wraz ze zmianą długości przebytej drogi, gdzie szczyt obwiedni odpowiada dopasowaniu tej długości.
Interferencja dwóch częściowo spójnych wiązek światła może być przedstawiona jako natężenie źródła, {\displaystyle I_{S}{:}}
{\displaystyle I=k_{1}I_{S}+k_{2}I_{S}+2{\sqrt {\left(k_{1}I_{S}\right)\cdot \left(k_{2}I_{S}\right)}}\cdot Re\left[\gamma \left(\tau \right)\right],\qquad (1)}
gdzie {\displaystyle k_{1}+k_{2}<1} oznacza stosunek rozdzielania wiązek interferometru, a {\displaystyle \gamma (\tau )} jest zespolonym stopniem spójności, natomiast {\displaystyle \tau } to opóźnienie czasowe. Zespolony stopień spójności może zostać przedstawiony jako funkcja Gaussa:
{\displaystyle \gamma \left(\tau \right)=\exp \left[-\left({\frac {\pi \Delta \nu \tau }{2{\sqrt {\ln 2}}}}\right)^{2}\right]\cdot \exp \left(-j2\pi \nu _{0}\tau \right),\qquad (2)}
gdzie {\displaystyle \Delta \nu } oznacza szerokość widmową źródła w optycznej domenie częstotliwości, a {\displaystyle \nu _{0}} jest środkową częstotliwością optyczną źródła. We wzorze (2), obwiednia Gaussa jest modulowana amplitudowo przez nośnik optyczny. Szczyt obwiedni reprezentuje położenie badanej próbki, gdzie amplituda zależy od charakterystyki odbijania powierzchni. Przekaz optyczny zgodnie z prawem Dopplera jest wynikiem skanowania interferometrycznego, a częstotliwość tej modulacji kontrolowana jest przez szybkość skanowania. Dlatego przesunięcie jednego ramienia interferometru ma dwie funkcje: skanowanie w głąb oraz dopplerowską zmianę na nośniku optycznym (uzyskiwaną przez zmiany długości przebytej drogi). W OCT nośnik ten ma częstotliwość wyrażaną wzorem:
{\displaystyle f_{Dopp}={\frac {2\cdot \nu _{0}\cdot v_{s}}{c}},\qquad (3)}
gdzie {\displaystyle \nu _{0}} jest środkową częstotliwością optyczną źródła, {\displaystyle v_{s}} jest prędkością skanowania zmian długości przebytej drogi, a {\displaystyle c} jest prędkością światła.
Osiowe i boczne rozdzielczości OCT nie są z sobą sprzężone; pierwsza odpowiada długości koherencji źródła światła, natomiast druga jest funkcją optyki. Osiowa rozdzielczość OCT może być określona wzorem:

Zapis interferencji w TD-OCT oraz FD-OCT

{\displaystyle l_{c}={\frac {2\ln 2}{\pi }}\cdot {\frac {\lambda _{0}^{2}}{\Delta \lambda }}\approx 0{,}44\cdot {\frac {\lambda _{0}^{2}}{\Delta \lambda }}.\qquad (4)}

### Domena częstotliwości (FD-OCT)
W domenie częstotliwości OCT szerokopasmowa interferencja otrzymywana jest przez użycie spektralnie rozdzielonych detektorów (przez kodowanie częstotliwości optycznych w czasie za pomocą skanującego widmowo źródła albo przez rozpraszający detektor, na przykład siatkę dyfrakcyjną i układ liniowych detektorów). Dzięki zależności między autokorelacją oraz widmową gęstością mocy, można natychmiastowo obliczyć głębokość skanu za pomocą transformacji Fouriera, korzystając z uzyskanych widm, bez potrzeby poruszania ramieniem referencyjnym. Ta właściwość znacząco poprawia szybkość obrazowania, podczas gdy straty stosunku sygnału do szumu także są zminimalizowane, a SNR jest proporcjonalny do liczby odbieranych przez detektor elementów. Równoległy odbiór wielu różnych długości fali ogranicza zakres skanowania, podczas gdy pełna szerokość widmowa ustanawia rozdzielczość osiową.

#### Przestrzennie kodowana domena częstotliwości OCT (domena spektralna z zastosowaniem transformacji Fouriera)
SEFD-OCT uzyskuje informacje o widmie poprzez rozdzielenie różnych częstotliwości optycznych na prążkowym detektorze (układ CCD lub CMOS) przez rozpraszający obiekt (rys. 4). Dzięki temu informacja o całym skanie w głąb może zostać otrzymana po jednorazowym naświetleniu. Niemniej jednak, wysoki stosunek sygnału do szumu charakterystyczny dla FD-OCT jest zmniejszony z powodu niższego zakresu dynamicznego prążkowych detektorów, co daje SNR rzędu ok. 10 dB dla dużych szybkości skanowania. Nie jest to jednak problemem dla pracy na długościach fali zbliżonych do 1300 nm, ponieważ zakres dynamiczny nie jest tak ważny w tym zakresie długości fali.

#### Czasowo kodowana domena częstotliwości OCT (laser strojony OCT)
TEFD-OCT jest kombinacją zalet standardowego TD oraz SEFD-OCT. W tym przypadku, widmowe składowe nie są kodowane przez przestrzenne oddzielenie, ale są zakodowane w czasie. Przefiltrowane (lub wytworzone w serii kolejnych krótkich sygnałów częstotliwości) widmo jest odtwarzane przed transformacją Fouriera. Przez dostosowanie źródła światła do częstotliwości, układ optyczny (rys. 5) staje się prostszy od SEFD, ale sam proces skanowania przenosi się z ramienia odniesienia TD-OCT do źródła światła TEFD-OCT. Zaletą takiego rozwiązania jest wysoki wskaźnik wykrywania stosunku sygnału do szumu SNR, podczas gdy laser strojony osiąga bardzo małą szerokość pasma przy wysokich częstotliwościach (20–200 kHz). Wadami są nielinearności w długości fali (szczególnie dla wysokich częstotliwości), poszerzanie się szerokości pasma dla dużych częstotliwości oraz wysoka czułość na ruch próbki (poniżej zakresu nanometrów).

## Metody skanowania
Skupianie wiązki światła w punkcie na powierzchni badanego obiektu i ponowne połączenie odbitego światła z wiązką referencyjną, daje w wyniku interferogram z informacją o obiekcie odpowiadającą pojedynczemu skanowi A (tylko oś Z). Skanowanie obiektu może być dokonane przez zarówno skanowanie światła na obiekcie, jak i poruszanie badanym obiektem. Skan liniowy da w wyniku dwuwymiarowy zbiór danych odpowiadających przekrojowi (skan osi X-Z), podczas gdy skan powierzchniowy daje trójwymiarowy zbiór danych odpowiadających obrazowi przestrzennemu (skan osi X-Y-Z), zwany pełnopolowym OCT.

### Konfokalne OCT
Systemy oparte na konfokalnym (jednopunktowym) OCT skanują obiekt w dwóch bocznych wymiarach i rekonstruują trójwymiarowy obraz, używając informacji o głębokości uzyskanej z badania koherencji światła poprzez skanującą osiowo wiązkę referencyjną (rys. 2). Dwuwymiarowe skanowanie poprzeczne jest wdrożone elektromechanicznie poprzez poruszanie obiektem z użyciem stolika przesuwnego oraz nowatorskiego skanera mikroelektromechanicznego.

### Równoległe (pełnopolowe) OCT
Równoległe OCT z użyciem kamery z matrycą CCD używane jest w przypadku gdy cała próbka jest oświetlona i zwrócona przodem do CCD (eliminuje się skan boczny). Poprzez przesuwanie lustra referencyjnego i otrzymywanie kolejnych obrazów en face, tworzy się obraz trójwymiarowy.

#### Układ inteligentnych detektorów dla równoległego TD-OCT
Dwuwymiarowy układ inteligentnych detektorów stworzonych za pomocą 2 µm technologii układów scalonych użyty był dla demonstracji pełnopolowego OCT. Składał się z prostego układu optycznego, gdzie każdy piksel z układu detektorów 58x58 zachowywał się jak pojedyncza fotodioda i zawierał własny obwód elektryczny do demodulacji.

## Dodatkowe zastosowania
Koherencyjna tomografia optyczna jest uznaną metodą obrazowania medycznego. Jest powszechnie używana do otrzymywania wysokiej jakości obrazów przednich części oka i siatkówki, co jest szybką metodą natychmiastowej diagnozy i oceny degeneracji aksonów u pacjenta ze stwardnieniem rozsianym czy zwyrodnieniem plamki żółtej. Badania wykazały, że OCT sprawdza się jako narzędzie do obserwowania postępowania jaskry. Badacze zajmują się też sposobem używania dziedziny częstotliwości OCT do obrazowania tętnic wieńcowych w celu wczesnego wykrycia chorób układu krwionośnego. Badacze używali także OCT aby uzyskać szczegółowe obrazy mózgów myszy za pomocą przejrzystego „okna” zrobionego z ditlenku cyrkonu wczepionego w czaszkę.
Koherencyjna tomografia optyczna jest coraz częściej używana do nieinwazyjnych pomiarów grubości materiałów, zwłaszcza cienkich płytek krzemowych i złożonych płytek półprzewodnikowych, chropowatości powierzchni, obrazowania powierzchni i przekroju, a także badania ubytku objętości. Metoda OCT przydaje się w zastosowaniach inżynieryjnych i przemysłowych tam, gdzie należy zbadać trudno dostępne obszary i poznać ich wewnętrzną budowę, szczególnie gdy środowisko nie sprzyja wykorzystaniu innych metod – na przykład jest radioaktywne, zbyt zimne lub gorące.